# 벤 로슨
벤 로슨(Ben Lawson, 1980년 2월 6일 ~ )은 오스트레일리아의 배우이다.

## 출연 작품
- 밤쉘: 세상을 바꾼 폭탄선언 (2019)
- 나우 애드 허니 (2015)
- 리틀 데스 (2014)
- 친구와 연인사이 (2011)
- 대참사 (2006)
- 싸일런트 헌터 (1994)
- 엑스트라 라지 - 검은 마술 (1991)